# 24h Le Mans 1962

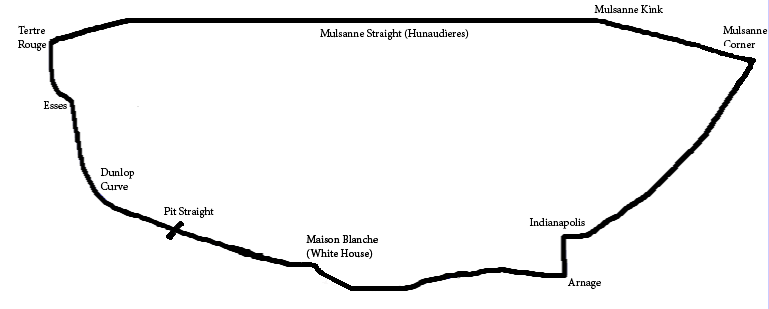
Tor Circuit de la Sarthe

24h Le Mans 1962 – 24–godzinny wyścig rozegrany na torze Circuit de la Sarthe w dniach 23–24 czerwca 1962 roku. Był ósmą rundą Mistrzostw Świata Samochodów Sportowych.

## Wyniki
Źródło: experiencelemans.com
| Poz. | Klasa   | Nr | Zespół                            | Kierowcy                                   | Nadwozie                        | Silnik                  | Okr. |
| ---- | ------- | -- | --------------------------------- | ------------------------------------------ | ------------------------------- | ----------------------- | ---- |
| 1    | E +3.0  | 6  | SpA Ferrari SEFAC                 | Olivier Gendebien Phil Hill                | Ferrari 330 TRI/LM Spyder       | Ferrari 4.0L V12        | 331  |
| 2    | GT 3.0  | 19 | Pierre Noblet                     | Pierre Noblet Jean Guichet                 | Ferrari 250 GTO                 | Ferrari 3.0L V12        | 326  |
| 3    | GT 3.0  | 22 | Equipe Nationale Belge            | Leon Dernier Jean Blaton                   | Ferrari 250 GTO                 | Ferrari 3.0L V12        | 314  |
| 4    | GT +3.0 | 10 | Briggs Cunningham                 | Briggs Cunningham Roy Salvadori            | Jaguar E-type FHC               | Jaguar 3.8L I6          | 310  |
| 5    | GT +3.0 | 9  | P.J. Sargent                      | Peter Sargent Peter Lumsden                | Jaguar E-type Lightweight Coupe | Jaguar 3.8L I6          | 310  |
| 6    | E 3.0   | 17 | North American Racing Team (NART) | Bob Grossman Glenn Roberts                 | Ferrari 250 GTO                 | Ferrari 3.0L V12        | 297  |
| 7    | GT 1.6  | 34 | Porsche System Engineering        | Edgar Barth Hans Herrmann                  | Porsche 356B Abarth             | Porsche 1.6L Flat-4     | 287  |
| 8    | GT 1.3  | 44 | Team Lotus Engineering            | David Hobbs Frank Gardner                  | Lotus Elite Mk14                | Coventry Climax 1.2L I4 | 286  |
| 9    | GT 3.0  | 21 | SpA Ferrari SEFAC                 | Ed Hugus George Reed                       | Ferrari 250 GT SWB Speciale     | Ferrari 3.0L V12        | 281  |
| 10   | GT 1.3  | 39 | Scuderia St. Ambroeus             | Giancarlo Sala Marcello de Luca di Lizzano | Alfa Romeo Giulietta Zagato SVZ | Alfa Romeo 1.3L I4      | 281  |
| 11   | GT 1.3  | 45 | Team Lotus Engineering            | Clive Hunt Dr. John Wyllie                 | Lotus Elite Mk14                | Coventry Climax 1.2L I4 | 278  |
| 12   | GT 1.6  | 35 | Auguste Veuillet                  | Robert Buchet Heinz Schiller               | Porsche 356B Abarth             | Porsche 1.6L Flat-4     | 272  |
| 13   | GT 2.0  | 29 | Morgan Motor Company              | Chris J. Lawrence Richard Shepard-Baron    | Morgan +4                       | Triumph 2.0L I4         | 270  |
| 14   | E 1.3   | 43 | Equipe Nationale Belge            | Claude Dubois Georges Harris               | Abarth-Simca 1300 Bialbero      | Simca 1.3L I4           | 268  |
| 15   | GT 1.6  | 32 | Sunbeam Talbot                    | Peter Harper Peter Procter                 | Sunbeam Alpine                  | Sunbeam 1.6L I4         | 268  |
| 16   | E 850   | 53 | Panhard & Levassor                | André Guilhaudin Alain Bertaut             | CD Dyna Coupe                   | Panhard 0.7L Flat-2     | 255  |
| 17   | E 1.15  | 46 | Société Automobiles René Bonnet   | Bernard Consten José Rosinski              | René Bonnet Djet                | Renault 1.0L I4         | 255  |
| 18   | E 850   | 50 | Société Automobiles René Bonnet   | Paul Armagnac Gérard Laureau               | René Bonnet Djet 2 Spider       | Renault 0.7L I4         | 253  |

## Nie ukończyli
| Poz. | Klasa   | Nr | Zespół                            | Kierowcy                               | Nadwozie                        | Silnik                  | Okr. |
| ---- | ------- | -- | --------------------------------- | -------------------------------------- | ------------------------------- | ----------------------- | ---- |
| 19   | E 3.0   | 27 | SpA Ferrari SEFAC                 | Giancarlo Baghetti Ludovico Scarfiotti | Ferrari Dino 268SP              | Ferrari 2.6L V8         | 230  |
| 20   | E 1.6   | 37 | Automobili O.S.C.A.               | George Arents José Behra               | O.S.C.A. 1600GT Zagato          | O.S.C.A. 1.6L I4        | 227  |
| 21   | GT 1.3  | 40 | Scuderia St. Ambroeus             | Karl Foitek Riccardo Ricci             | Alfa Romeo Giulietta Zagato SVZ | Alfa Romeo 1.3L I4      | 225  |
| 22   | GT 3.0  | 24 | Ecurie Chiltern                   | Sir John Whitmore Bob Olthoff          | Austin-Healey 3000              | BMC 2.9L I6             | 212  |
| 23   | GT 3.0  | 23 | Fernand Tavano                    | Fernand Tavano André Simon             | Ferrari 250 GTO                 | Ferrari 3.0L V12        | 202  |
| 24   | GT 1.6  | 33 | Sunbeam Talbot                    | Paddy Hopkirk Peter Jopp               | Sunbeam Alpine                  | Sunbeam 1.6L I4         | 187  |
| 25   | E +3.0  | 2  | Briggs Cunningham                 | Bruce McLaren Walt Hansgen             | Maserati Tipo 151/1             | Maserati 3.9L V8        | 177  |
| 26   | E 3.0   | 28 | SpA Ferrari SEFAC                 | Ricardo Rodríguez Pedro Rodríguez      | Ferrari Dino 246SP              | Ferrari 2.4L V6         | 174  |
| 27   | GT 3.0  | 58 | Scuderia SSS Republica di Venezia | Nino Vaccarella Giorgio Scarlatti      | Ferrari 250 GTO                 | Ferrari 3.0L V12        | 172  |
| 28   | E 850   | 56 | Roger Masson                      | Roger Masson Teodore Zeccoli           | Fiat-Abarth 700 TwinCam         | Fiat 0.7L I4            | 171  |
| 29   | GT 3.0  | 20 | UDT / Laystall Racing Team        | Innes Ireland Masten Gregory           | Ferrari 250 GTO                 | Ferrari 3.0L V12        | 165  |
| 30   | E +3.0  | 4  | Maserati France                   | Maurice Trintignant Lucien Bianchi     | Maserati Tipo 151/1             | Maserati 3.9L V8        | 152  |
| 31   | GT +3.0 | 1  | / Scuderia Scirocco               | Tony Settember John Turner             | Chevrolet Corvette              | Chevrolet 5.4L V8       | 150  |
| 32   | E 3.0   | 18 | North American Racing Team (NART) | Peter Ryan John Fulp                   | Ferrari 250 TRI/61              | Ferrari 3.0L V12        | 150  |
| 33   | GT +3.0 | 12 | Jean Kerguen                      | Jean Kerguen Jacques Dewes             | Aston Martin DB4 GT Zagato      | Aston Martin 3.8L I6    | 134  |
| 34   | E 850   | 55 | Panhard & Levassor                | Guy Verrier Bernard Boyer              | CD Dyna                         | Panhard 0.7L Flat-2     | 128  |
| 35   | GT +3.0 | 14 | Mike Salmon                       | Mike Salmon Ian Baille                 | Aston Martin DB4 GT Zagato      | Aston Martin 3.8L I6    | 124  |
| 36   | E 850   | 51 | Abarth Corse & Cie                | Régis Fraissinet Paul Condrillier      | Fiat-Abarth 700S TwinCam        | Fiat 0.7L I4            | 115  |
| 37   | E 1.6   | 38 | Marcos Cars                       | John Hine Richard N. Prior             | Marcos GT Gullwing              | Ford 1.5L I4            | 81   |
| 38   | E 3.0   | 25 | Ecurie Ecosse                     | Jack Fairman Tom Dickson               | Tojeiro EE                      | Coventry Climax 2.5L I4 | 80   |
| 39   | E +3.0  | 11 | David Brown Racing Dept.          | Graham Hill Richie Ginther             | Aston Martin DP212              | Aston Martin 4.0L I6    | 78   |
| 40   | E 850   | 54 | Panhard & Levassor                | Pierre Lelong Jean-Pierre Hanrioud     | CD Dyna Coupe                   | Panhard 0.7L Flat-2     | 73   |
| 41   | E +3.0  | 3  | Briggs Cunningham                 | William Kimberley Richard Thompson     | Maserati Tipo 151/1             | Maserati 3.9L V8        | 62   |
| 42   | E 1.3   | 41 | Abarth Corse & Cie                | Roger Delageneste Jean Rolland         | Abarth-Simca 1300 Bialbero      | Simca 1.3L I4           | 60   |
| 43   | E +3.0  | 7  | SpA Ferrari SEFAC                 | Mike Parkes Lorenzo Bandini            | Ferrari 330LM GTO               | Ferrari 4.0L V12        | 56   |
| 44   | GT +3.0 | 8  | Maurice Charles                   | Maurice Charles John Coundley          | Jaguar E-type                   | Jaguar 3.8L I6          | 53   |
| 45   | GT 2.0  | 60 | Andres Chardonnet                 | Jean-Claude Magne Maurice Martin       | AC Ace                          | Bristol 2.0L I6         | 49   |
| 46   | E 3.0   | 59 | Equipe Nationale Belge            | Georges Berger Robert Darville         | Ferrari 250 GT SWB              | Ferrari 3.0L V12        | 35   |
| 47   | GT 1.6  | 30 | Porsche System Engineering        | Ben Pon Carel Godin de Beaufort        | Porsche 356B Abarth             | Porsche 1.6L Flat-4     | 35   |
| 48   | E 3.0   | 16 | Scuderia SSS Republica di Venezia | Carlo Mario Abate Colin Davis          | Ferrari 250 GT SWB Breadvan     | Ferrari 3.0L V12        | 30   |
| 49   | E 3.0   | 15 | Scuderia SSS Republica di Venezia | Jo Bonnier Dan Gurney                  | Ferrari 250 TRI/61              | Ferrari 3.0L V12        | 30   |
| 50   | E 1.3   | 62 | Abarth Corse & Cie                | Gianni Balzarini Franz Albert          | Abarth-Simca 1300 Bialbero      | Simca 1.3L I4           | 30   |
| 51   | E 1.3   | 42 | Abarth Corse & Cie                | Henri Oreiller Tom Spychinger          | Abarth-Simca 1300 Bialbero      | Simca 1.3L I4           | 21   |
| 52   | E 850   | 61 | Automobiles René Bonnet           | Jean-Claude Vidilles Jean Vinatier     | René Bonnet Djet                | Renault 0.7L I4         | 13   |
| 53   | E 850   | 52 | Abarth Corse & Cie                | Herbert Demetz Mauro Bianchi           | Fiat-Abarth 700S TwinCam        | Fiat 0.7L I4            | 12   |
| 54   | E 1.6   | 36 | Automobili O.S.C.A.               | John Bentley John S. Gordon            | O.S.C.A. 1600GT Zagato          | O.S.C.A. 1.6L I4        | 12   |
| 55   | E 2.0   | 31 | TVR Cars                          | Peter Bolton Ninian Sanderson          | TVR Grantura                    | BMC 1.6L I4             | 3    |